# Повенец
Повене́ц (карел. Poventsa) — посёлок городского типа в Медвежьегорском районе Республики Карелия Российской Федерации. Административный центр Повенецкого городского поселения.

## Общие сведения
Расположен на берегу Повенецкого залива Онежского озера, при впадении в него реки Повенчанки, в 26 км к востоку от железнодорожной станции Медвежья Гора (на линии Санкт-Петербург — Мурманск).
Начальный пункт Беломорско-Балтийского канала (в районе посёлка находится «Повенчанская лестница» из семи шлюзов). Посёлок связан автомобильными дорогами с Медвежьегорском и Пудожем.

## История
Впервые территория была заселена в эпоху мезолита. В районе Повенца находится одно из крупнейших в Карелии скоплений археологических памятников (Войнаволок, Повенчанка, Повенецкая, Оровнаволок, Сандармох и другие).
Впервые в исторических документах («Писцовая книга Обонежской пятины») упоминается в 1496 году.
В начале XV века река Повенчанка, земли и лес вокруг неё стали владением Ивана Водникова. Во второй половине XV века его наследники продали владение Вяжицкому монастырю. Вскоре в 10 километрах севернее Онежского озера у Волозера (современный 7 шлюз Беломорско-Балтийского канала) возникла одноимённая однодворная деревня. Около 1530 года Вяжицкий монастырь перенес монастырский двор из-под Толвуи в устье реки Повенчанки. Рядом возникло несколько починков. Впервые Повенец упоминается в Писцовой книге Заонежских погостов Обонежской пятины 1563 года. В XVI—XVII веках через Повенец пролегала «тропа богомольцев» к Соловецкому монастырю, населённый пункт представлял собой торговую слободу.
Во второй половине XVI века, при Иване Грозном, поставлены два таможенных двора, упоминаемые впервые в Писцовой книге Заонежской половины Обонежской пятины 1582/83 года. В оккупационном фонде архива города Стокгольма сохранилась одна из старейших таможенных книг Русского севера «Повенецкая таможенная книга», датируемая 1612 годом. Повенецкая таможня прекратила существование во времена правления Елизаветы Петровны.
В 1702 году Повенец стал конечным пунктом «Осударевой дороги» (водно-волоковый путь, которым в ходе Северной войны всего за восемь дней были доставлены в Онежское озеро военные корабли, с помощью которых русская армия в дальнейшем взяла шведские крепости Кексгольм и Нотебург). В 1703 году Пётр I основал в Повенце чугунолитейный завод (изготавливались пушки, шпаги и такелаж для молодого российского флота); завод работал на местной руде. Уже в 1736 году, как и другие олонецкие заводы, повенецкий завод был закрыт.
Около 1600 года в Повенце возвели деревянную шатровую Петропавловскую церковь, перестроенную и расширенную в 1761 году. Рядом с развалинами завода в 1902 году в память о пребывании Петра I в Повенце местным купцом Я. П. Беловым была возведена деревянная часовня во имя Святых апостолов Петра и Павла (не сохранились). На противоположной стороне реки стояла старая Крестовоздвиженская часовня, разрушенная во время Гражданской войны. На территории современного парка культуры в 1908—1909 годах был открыт Новый Петропавловский собор, разрушенный в годы Великой Отечественной войны.
На конец XVIII века в Повенце насчитывалось 62 двора. С 1782 года Повенец — уездный город (Повенецкий уезд Олонецкого наместничества), в 1796—1799 годах — посад в составе Кемского уезда Архангельской губернии, в 1800—1801 годах — заштатный город Олонецкого уезда Новгородской губернии, с 1802 года — уездный город Олонецкой губернии.
В XIX веке Повенец — место ссылки.
С мая 1919 по февраль 1920 года находился под оккупацией англо-американских интервентов, являлся административным центром белой Олонецкой губернии, местом пребывания её начальника.

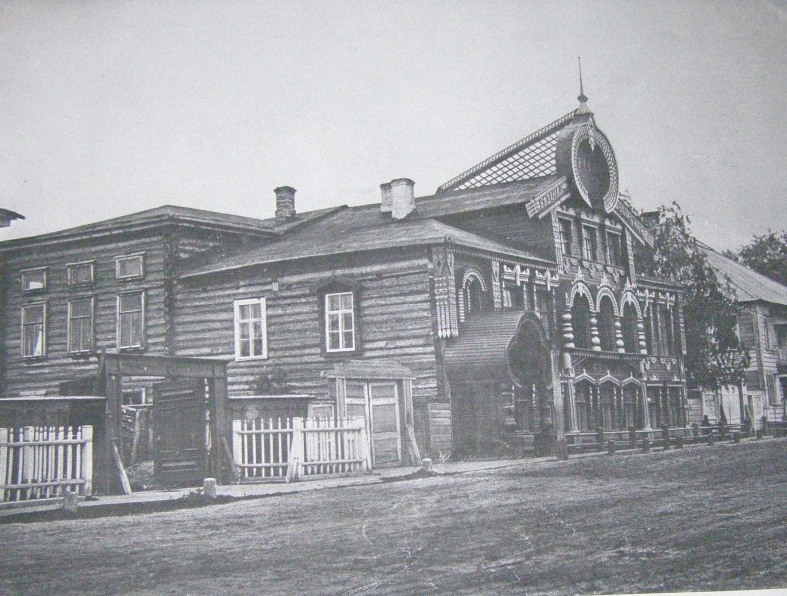
Здание Повенецкой земской управы
(1913 г.)

В 1927 году, в связи с переходом на районное деление, Повенец перестал быть центром уезда и заодно потерял статус города, став сельским населённым пунктом. С 29 августа 1927 по 20 апреля 1930 года — центр Повенецкого района.
В 1931—1933 году был центром строительства Беломорско-Балтийского канала, благодаря чему появился судоремонтный завод.
Статус посёлка городского типа имеет с 1938 года.
В годы Великой Отечественной войны отступавшие красноармейцы взорвали плотину водохранилища, и водяной вал смыл гидротехнические сооружения и постройки Повенца. После Великой Отечественной войны посёлок был отстроен заново.

## Население
| 1939  | 1959  | 1970  | 1979  | 1989  | 1998  | 2002  |
| ----- | ----- | ----- | ----- | ----- | ----- | ----- |
| 4875  | ↘4044 | ↘3941 | ↘3766 | ↗4208 | ↘3000 | ↘2608 |
| 2009  | 2010  | 2012  | 2013  | 2014  | 2015  | 2016  |
| ↘2459 | ↘2209 | ↘2155 | ↘2101 | ↘2040 | ↘1952 | ↘1897 |
| 2017  | 2018  | 2019  | 2020  | 2021  | 2023  |       |
| ↘1891 | ↘1862 | ↘1802 | ↘1750 | ↗1812 | ↘1776 |       |

## Экономика
- Зверосовхоз
- Повенецкий район водных путей.

## Достопримечательности
- Остатки доменной печи повенецкого железоделательного завода
- Музей Беломорско-Балтийского канала
- Памятный знак безвинно погибшим на строительстве Беломорканала в 1931—1933 годах (у второго шлюза)
- Мемориальное захоронение «Братская могила советских воинов» погибших во время Великой Отечественной войны (9-й км шоссе Повенец—Пудож). В братской могиле захоронено около 4 тысяч воинов 32-й армии Карельского фронта. В 1959 году на могиле установлен памятник — скульптурная группа (воин и женщина с ребёнком)[29].
- Близ Повенца, у дороги к Медвежьегорску — мемориальное кладбище жертв репрессий 1930-х годов Сандармох (здесь было расстреляно свыше 9 тысяч человек[30][31])
- Памятник боевой славы на рубеже обороны советских войск. В 1976 году на восточной окраине Повенца установлен памятник — 76-мм дивизионная пушка ЗИС-3[32][29].
- Храм во имя Святителя Николая Чудотворца (2003)

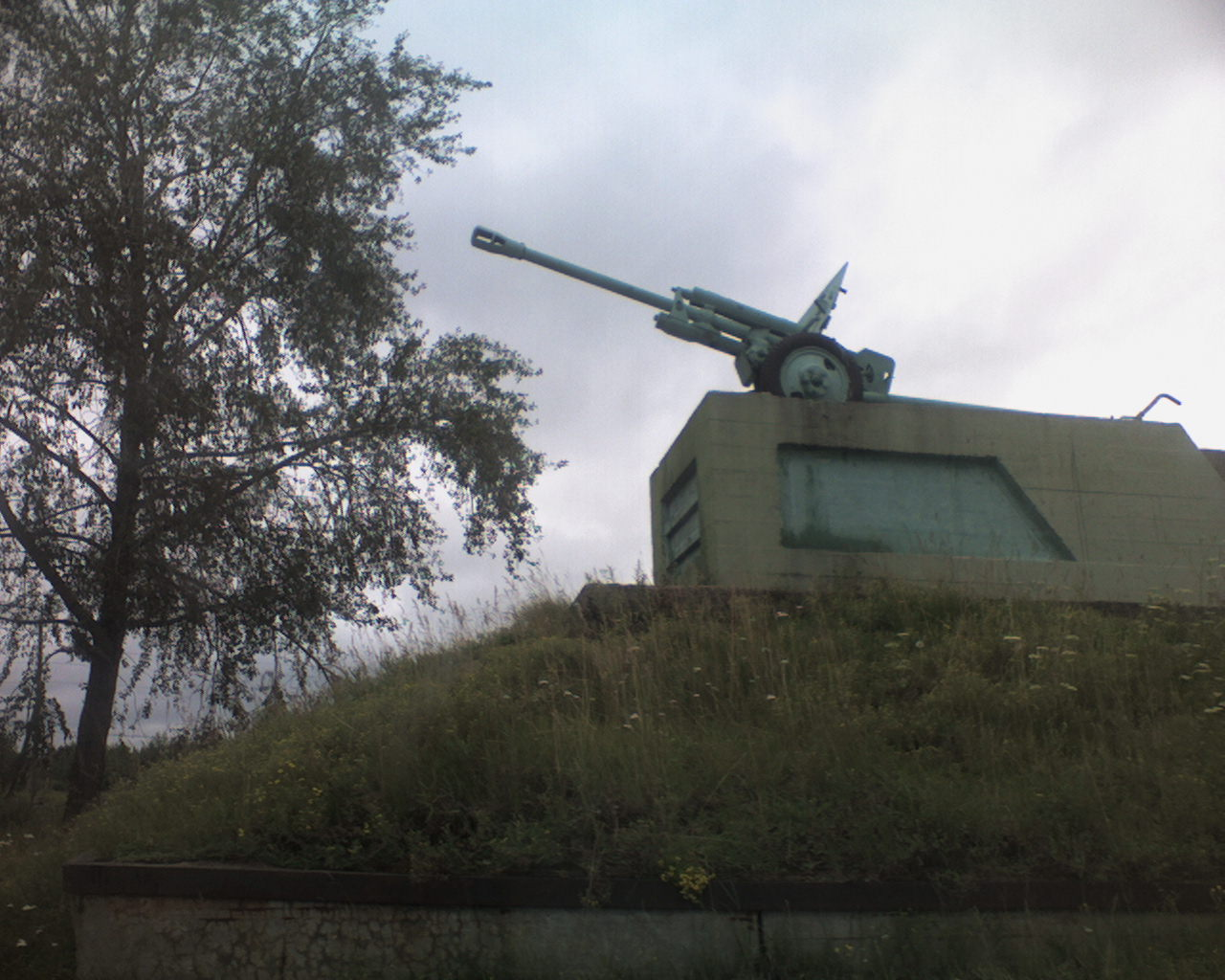
Памятник — дивизионное орудие ЗИС-3 на постаменте

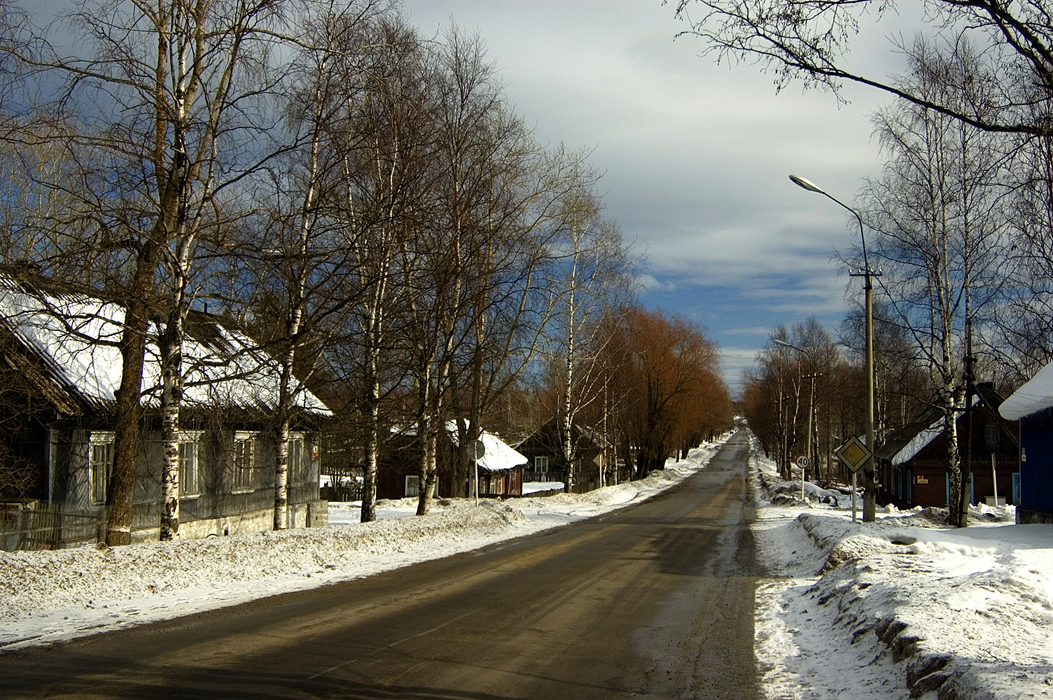
Деревенская часть посёлка

## Спорт
Имеется многофункциональный общественный спортивный объект — стадион, хоккейная коробка.
Футбольные команды из Повенца «Водник» и «Рекорд» участвовали в чемпионатах и кубках Карелии.

## Известные уроженцы
- Бочановский Николай Михайлович (1892—?) — герой Первой мировой войны, унтер-офицер, был награждён военными орденами Святого Георгия 3-й и 4-й степени[36].
- Окрейц, Станислав Станиславович (1836—1922) — русский исторический писатель, издатель.
- Фомин, Фёдор Иванович (1792—1861) — градоначальник Петрозаводска, купец.

## Улицы
- Бульварная ул.
- пер. Водников
- Гористая ул.
- ул. 9 Мая
- Заречная ул.
- Зелёная ул.
- Зелёный пер.
- ул. Калинина
- ул. Копейкина
- ул. Красное Поле
- ул. Ленина
- Новая ул.
- Октябрьская ул.
- Онежская ул.
- ул. Парамонова
- Петрозаводская ул.
- Пролетарская ул.
- Советская ул.
- ул. Титова